# マシューズ郡 (バージニア州)
マシューズ郡（英: Mathews County）は、アメリカ合衆国バージニア州の東部、ハンプトン・ローズ地域のミドル半島に位置する郡である。2010年国勢調査での人口は8,978人であり、2000年の9,207人から2.5%減少した。郡庁所在地は国勢調査指定地域のマシューズ（人口555人）であり、同郡で人口最大の町はやはり国勢調査指定地域であり観光地のグウィン（人口602人）である。同郡に法人化された町は無い。

## 歴史
マシューズ郡となった地域には昔、ポウハタン酋長の支配下にあったチスキアック族インディアン住んでいたが、疑問を残す環境下で英語を話す人々に移管された。父の酋長が死んだ後の「少年王」とその保護者でイギリス人の耳には「ピンダバコ」と聞こえた名の者が、この郡の北部を侵略者に渡す取り決めに調印したと考えられている。インディアンはその名前を署名しないので、この取り決めには疑問が多い。この「贈り物」は銃を突きつけられてなされた可能性がある。バージニア植民地時代、後にマシューズ郡となった地域はグロスター郡に属していた。マシューズ・コートハウスという小さな町は当初ウェストビルと呼ばれ、1700年頃に設立された。1691年、バージニア州議会が各郡に郡に入るための公式の港を指定するよう指示した。ウェストビルはモブジャック湾に注ぐイースト川の潮汐のおよぶ支流であるプット・イン・クリーク沿いにあった。モブジャック湾はチェサピーク湾の中の湾である。
1776年、バージニア植民地最後の総督ダンモア卿が、アメリカ独立戦争の時にアンドリュー・ルイス将軍とその大陸軍に追われてグウィン島に逃れた後でバージニアを去った。バージニアがイギリスからの独立を果たして約10年後の1791年に、マシューズ郡がグロスター郡から分離して設立された。郡名は、当時バージニア州議会下院議長だったトマス・マシューズ准将に因んで名付けられた。ウェストビルが郡庁所在地に指定され、後にマシューズ・コートハウス、短縮してマシューズと呼ばれた。

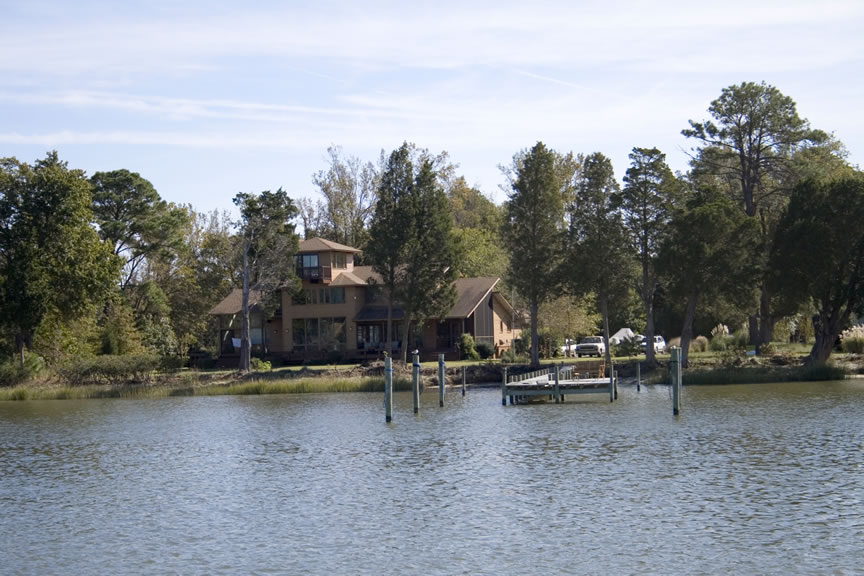
マシューズ郡の水際にある典型的な景色

## 地理
アメリカ合衆国国勢調査局に拠れば、郡域全面積は252平方マイル (653 km2)であり、このうち陸地86平方マイル (222 km2)、水域は166平方マイル (431 km2)で水域率は65.99%である。
マシューズ郡はその長い海岸線にある景色とチェサピーク湾の風光の良い場所で知られる。ほとんど全体が水域に囲まれ、北はピアンカタンク川でミドルセックス郡と接し、西はグロスター郡である。郡の南側はモブジャック湾に面している。

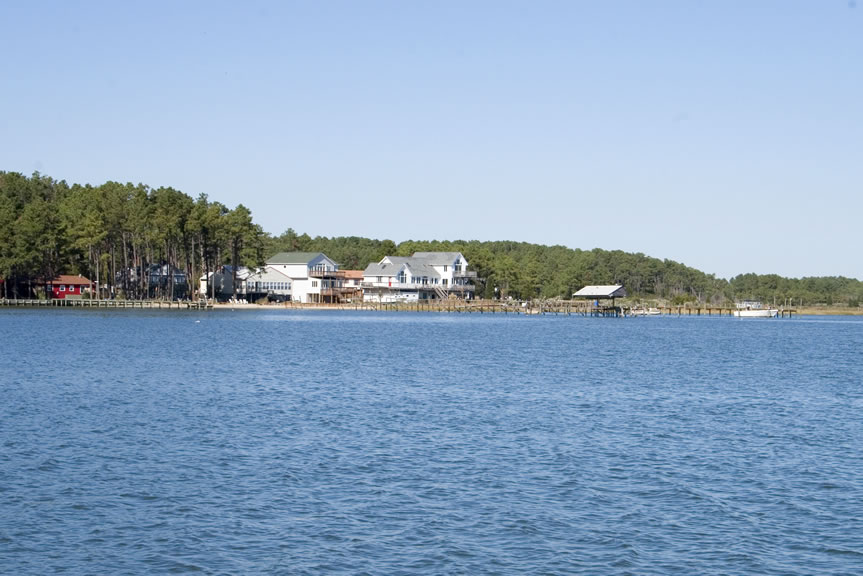
ホーン港沿いの家屋群

### 隣接する郡
- ノーサンプトン郡 - 東（チェサピーク湾の対岸）
- ミドルセックス郡 - 北
- グロスター郡 - 南、西

## 人口動態
以下は2000年国勢調査による人口統計データである。
| 基礎データ - 人口: 8,978人 - 世帯数: 3,932 世帯 - 家族数: 2,823 家族 - 人口密度: 41人/km2（108人/mi2） - 住居数: 5,333軒 - 住居密度: 24軒/km2（62軒/mi2） 人種別人口構成 - 白人: 88.0% - アフリカン・アメリカン: 9.2% - ネイティブ・アメリカン: 0.2% - アジア人: 0.3% - その他の人種: 0.3% - 混血: 1.9% - ヒスパニック・ラテン系: 1.2% 年齢別人口構成 - 18歳未満: 19.9% - 18-24歳: 5.2% - 25-44歳: 23.1% - 45-64歳: 30.1% - 65歳以上: 21.6% - 年齢の中央値: 46歳 - 性比（女性100人あたり男性の人口） - 総人口: 93.2 - 18歳以上: 91.7 | 世帯と家族（対世帯数） - 18歳未満の子供がいる: 24.2% - 結婚・同居している夫婦: 61.2% - 未婚・離婚・死別女性が世帯主: 7.9% - 非家族世帯: 28.2% - 単身世帯: 24.9% - 65歳以上の老人1人暮らし: 13.5% - 平均構成人数 - 世帯: 2.32人 - 家族: 2.75人 収入と家計 - 収入の中央値 - 世帯: 43,222米ドル - 家族: 50,653米ドル - 性別 - 男性: 36,294米ドル - 女性: 23,434米ドル - 人口1人あたり収入: 23,610米ドル - 貧困線以下 - 対人口: 6.0% - 対家族数: 4.3% - 18歳未満: 7.5% - 65歳以上: 4.8% |

観光、レジャー、漁業がマシューズ郡の主要雇用源であり、交通信号が無い郡として州内に3つしか無い郡の1つである（他にはシャーロット郡とバス郡が該当）。グウィン島のバージニア州道223号線沿いに小さな跳ね橋があり、24時間有人である。

## 町
- ハッジンス
- マシューズ - 郡庁所在地
- スーザン

マシューズ郡の観光とレジャーのスポットとして著名なのがグウィン島であり、ボートやセーリングで人気がある。ピアンカタンク川がチェサピーク湾に注ぐ地点にある。その近くの沖合には歴史あるニューポイント・コンフォート灯台がある。

## スポーツ
マシューズ郡では毎年ツール・ド・チェサピークを開催している。北部のグロスター郡境付近を除いて丘陵が無いのが好都合である。この自転車競技会はチェサピーク湾財団が後援している。またマシューズ・マーケット・デイズもあり、地元の画家P・バックリー・モスなどの作品を出展している。
郡内のスーザンの町ではDIYブログキャビン2011があった。この行事は注目度が高かった。
マシューズ高校はアメリカンフットボールや野球では精彩が無いが、競漕、クロスカントリー、バレーボール、ソフトボール、陸上競技では成果を上げている。レスリングチームは1990年と1991年の州選手権を制し、男子陸上競技は1969年と1986年の州選手権で優勝し、野球チームは2004年に州のタイトルを取り、バレーボールチームは2011年と2012年の2年連続で州で優勝した。